# 牛津大學攝政公園學院
攝政公園學院（Regent's Park College，校内簡稱Regent's）是牛津大學的一個永久私人學堂，從屬於浸信會大不列顛聯盟，以文科見長。

## 歷史
攝政公園學院的歷史可以追溯到1752年成立的倫敦浸信會教育協會（London Baptist Education Society）以及1810年在東倫敦成立的史蒂芬尼學院（Stepney Academy），為浸信會信徒提供教育，而當時浸信會的信徒並不像英國國教會的信徒一樣可以進入牛津大學學習。1810年該學院只有三名學生。1850年增長到26人。
1849年33嵗的約瑟夫·安古斯擔任院長（1849–1893），任期内開始接受非信徒入學。1855年12月12日學院搬到攝政公園的豪爾福德宅（Holford House），因此改現名。這棟房屋是一座佐治時代建築的私人住宅。
1856年該學院開始與倫敦大學大學學院建立聯係，1901年併入倫敦大學成爲其中的神學院。1920年愛丁堡大學和牛津大學曼斯菲爾德學院的校友H·惠勒·羅賓遜（H. Wheeler Robinson）擔任院長，他認爲牛津才是更有學術氣氛的地方，於是決定將學院搬到牛津去。

### 遷址
1927年學院在牛津普塞街（Pusey Street）買下了現在的教學樓和地皮，並任用為牛津其他幾所學院設計過建築的哈羅德·休斯（Harold Hughes）為建築師。1928年四位攝政公園學院的學生來到牛津，但學院仍要借用曼斯菲爾德學院和其他一些學院的教室來辦學。在院長等人的努力下，學院主建築赫勒威斯堂（Helwys Hall）在1938年奠基，1938年至1940年間學院圖書館等建築也陸續落成。但由於二戰爆發及缺乏資金等緣故，學院的方庭未能如期建成。
1957年攝政公園學院成爲牛津大學的永久私人學堂，並開始擴建。1960年、1977年和1988年陸續新增宿舍樓。2008年牛津大學灰衣修士院關閉後，灰衣修士院的學生搬到攝政公園學院來繼續學業。

## 外部連結
- Regent's Park College website （页面存档备份，存于）
- Junior Common Room （页面存档备份，存于）
- College Prospectus
- Alternative Prospectus
- Regent's Park College student lists